# Colombes
Colombes é uma comuna francesa na região administrativa da Ilha-de-França, no departamento de Hauts-de-Seine. Estende-se por uma área de 7,81 km². Em 2010 a comuna tinha 86 633 habitantes (densidade: 11 092,6 hab./km²).

## Transportes
A cidade é servida por:
- um eixo rodoviário: a A86;
- quatro estações SNCF:
  - Colombes,
  - Le Stade,
  - La Garenne-Colombes,
  - Les Vallées;
- dezesseis linhas da rede de ônibus RATP

Sob a liderança do Conselho Regional da Île-de-France, o tramway T2 foi estendido de La Défense para Bezons, cruzando a boulevard Charles-de-Gaulle (RD 992) e servindo três estações: Jacqueline Auriol, Victor Basch, e Parc Pierre-Lagravére. O início da operação ocorreu em novembro de 2012. No outro extremo da comuna, a extensão da T1 vindo de Saint-Denis chegará ao carrefour des Quatre Routes, nos limites de Asnières e de Bois-Colombes e depois se juntará ao T2 através da Avenue de Stalingrad, a zona Kleber, o estádio Yves du Manoir. O início da operação da linha T1 no território de Colombes está previsto para 2023..

## Toponímia
A origem do nome "Colombes" não é certa e duas hipóteses existem sobre sua etimologia. A primeira explicação justifica o nome de Colombes, "Coulombe" em francês antigo significando "coluna", devido à presença de uma coluna localizada até 4 de agosto de 1789 na interseção da rue Saint-Denis e do boulevard de Valmy. Esta poderia ser uma pedra sagrada ou um monumento megalítico. A segunda hipótese justifica este nome devido à presença anterior de uma casa com "atrium" nos telhados inclinados para o pátio interior, onde as caudas eram apoiadas tanto por colunas ou por madeiras talhadas (colombages) provenientes de troncos de árvores.

## Geminação
Em 1 de janeiro de 2010, Colombes é geminada com :
- Frankenthal (Alemanha) desde 1958.
- Legnano (Itália) desde 1964.

## Demografia

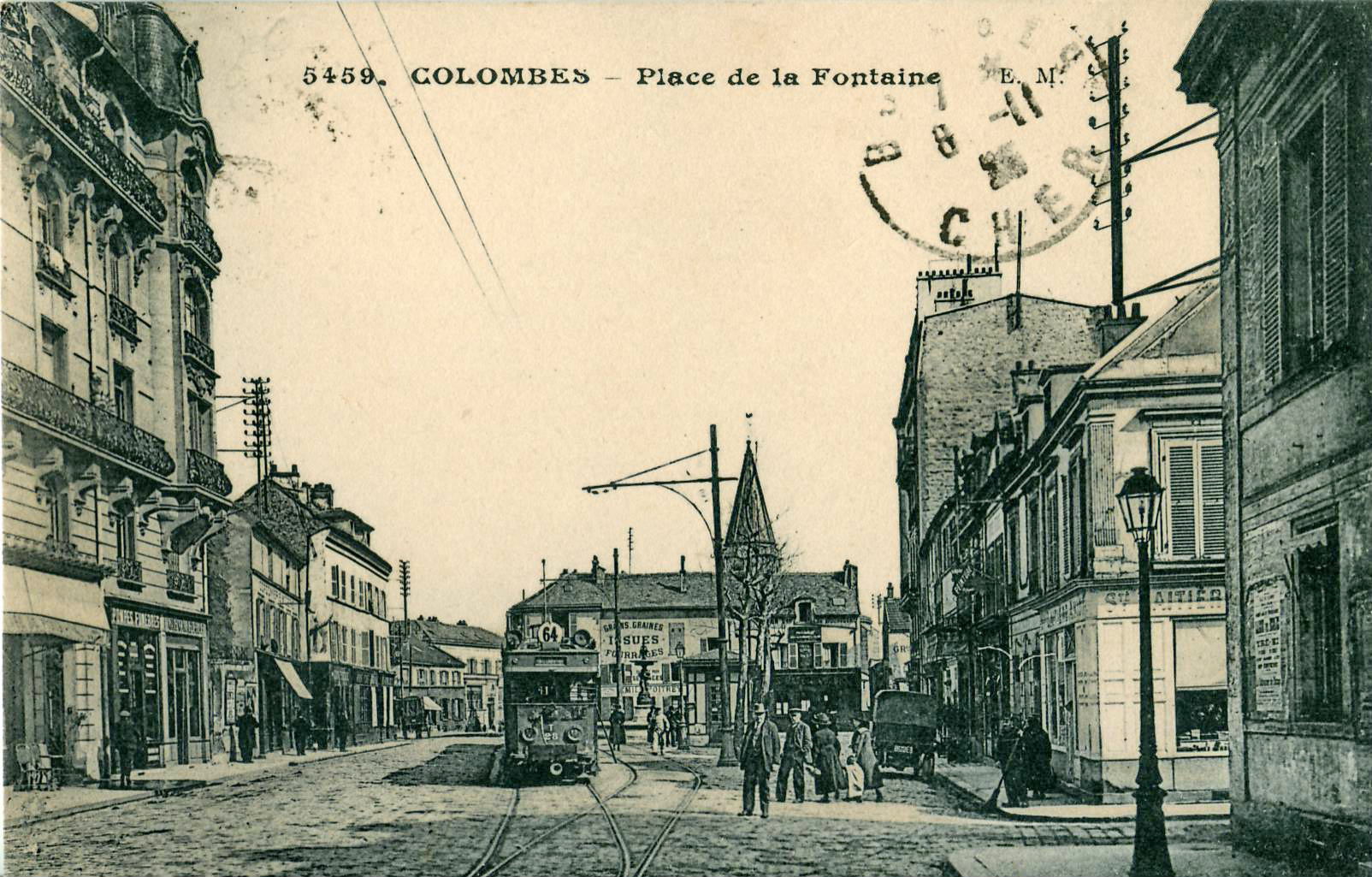
Muito antes que a linha T2 já servisse a cidade, esta já foi servida pelos antigos bondes parisienses. Aqui um 64 da STCRP (ancestral da RATP), entre 1921 e 1925.

| 1793  | 1800  | 1806  | 1821  | 1831  | 1836  | 1841  | 1846  | 1851  |
| ----- | ----- | ----- | ----- | ----- | ----- | ----- | ----- | ----- |
| 1 863 | 2 430 | 1 627 | 1 584 | 1 643 | 1 557 | 1 548 | 1 658 | 1 649 |

| 1856  | 1861  | 1866  | 1872  | 1876  | 1881  | 1886   | 1891   | 1896   |
| ----- | ----- | ----- | ----- | ----- | ----- | ------ | ------ | ------ |
| 1 906 | 2 805 | 3 678 | 5 133 | 6 640 | 9 877 | 14 254 | 18 918 | 16 798 |

| 1901   | 1906   | 1911   | 1921   | 1926   | 1931   | 1936   | 1946   | 1954   |
| ------ | ------ | ------ | ------ | ------ | ------ | ------ | ------ | ------ |
| 23 061 | 29 143 | 22 862 | 32 271 | 42 590 | 57 313 | 61 944 | 61 047 | 67 909 |

| 1962 | 1968   | 1975   | 1982   | 1990   | 1999   | - | - | - |
| --- | ------ | ------ | ------ | ------ | ------ | - | - | - |
| 76 918 | 80 357 | 83 390 | 78 777 | 78 513 | 76 757 | - | - | - |
| Para os censos de 1962 a 2006 a população legal corresponde à popolução sem duplicidades, segundo define o INSEE. |        |        |        |        |        |   |   |   |